# Luk Suea Chao Ban
Luk Suea Chao Ban (thailändisch ลูกเสือชาวบ้าน; übersetzt „Dorfpfadfinder“', englisch Village Scouts) sind eine politisch rechte soziale Bewegung und freiwillige, paramilitärische Miliz in ländlichen Gebieten Thailands. Sie werden vom thailändischen Innenministerium finanziert und sind der Grenzschutzpolizei unterstellt.
Die „Dorfpfadfinder“ wurden ab 1971 ausgehoben, um den Aufstand der Kommunistischen Partei Thailands sowie die Demokratiebewegung und den progressiven Bauernverband Thailands zu bekämpfen. Thailand war damals Militärdiktatur. Als Vorbild dienten die „Graswurzel“-Verteidigungsorganisationen in Südvietnam. Den Kern der Mitgliedschaft bildeten unabhängige, reiche Bauern. Die Luk Suea Chao Ban waren in kleine Zellen gegliedert, die üblicherweise von einem rechtsgerichteten Politiker aus der Stadt geleitet wurden. Sie wurden ausgebildet, „radikalen Elementen“ entgegenzutreten und die symbolische Dreiheit von Nation, Religion und Monarchie zu verteidigen. Als „Augen und Ohren“ der Regierung sollten sie Fremde, die in ihre Dörfer kamen, den örtlichen Amtsträgern melden. Die Organisation wurde vom Innenministerium gesteuert und von reichen Royalisten aus den größeren Städten gefördert. Ihr oberster Schirmherr war König Bhumibol Adulyadej, der mit seiner Familie Einheiten der „Dorfpfadfinder“ besuchte und ihre Halstücher und Flaggen segnete. Kurze Zeit nach der Gründung der Luk Suea Chao Ban durchliefen fünf Millionen Thailänder (10 % der Bevölkerung) den fünftägigen Ausbildungslehrgang der Organisation. Bis 1985 waren es insgesamt zehn Millionen erwachsene Thailänder, die an der Ausbildung teilnahmen.
Auch nach dem Ende der Militärdiktatur infolge des Volksaufstands im Oktober 1973 wurden die „Dorfpfadfinder“ gegen Demonstrationen der Demokratie- und Studentenbewegung eingesetzt. Angesichts des Siegs der Kommunisten im Zweiten Indochinakrieg in Vietnam, Kambodscha und Laos 1975 und dem selbstbewussten Auftreten linksgerichteter Studenten, Parteien, Gewerkschaften und Bauern im eigenen Land, schlossen sich neben Bauern zunehmend auch politisch und wirtschaftlich verunsicherte Angehörige des städtischen Bürgertums an. Während der Protestversammlungen gegen die fortgesetzte Stationierung von US-Truppen sowie gegen die Rückkehr der exilierten Diktatoren Thanom Kittikachorn und Praphas Charusathien wurden die Luk Suea Chao Ban per Funk an strategische Punkte in allen größeren Städten gerufen. Ihr wohl bekanntester und gravierendster Einsatz war während der Kundgebung gegen linke Studenten und Aktivisten, die in das Massaker an der Thammasat-Universität vom 6. Oktober 1976 mündete, in dem mindestens 46 Menschen starben, bevor ein Putsch die Rückkehr zur Militärdiktatur brachte. 
Indem sie zunehmend Rechtskonservative in den Städten ansprach, entwickelte sich die Organisation schrittweise weg von ihrer eigentlichen, ländlichen Basis. In den 1980er-Jahren versandete sie allmählich.
Nach der Jahrtausendwende wurden die „Dorfpfadfinder“ vor dem Hintergrund des Konflikts mit muslimisch-malaiischen Separatisten in Südthailand als ultranationalistische Massenorganisation wiederbelebt.